# Hamilton Parish

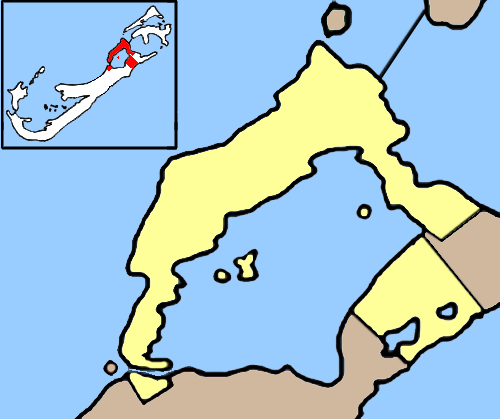
Lage des Hamilton Parish innerhalb der Bermudas

Hamilton Parish bezeichnet ein 5,3 km² großes Verwaltungsgebiet von Bermuda mit 5584 Einwohnern (2016).
Der in deutschsprachigen Staaten mit einem Landkreis vergleichbare Parish liegt im Osten der bermudischen Hauptinsel Grand Bermuda und umspannt nahezu den gesamten Harrington Sound. Bermudas zweitöstlichstes Verwaltungsgebiet grenzt im Südosten an den Saint George’s Parish und im Westen an Smith’s Parish. Die (kreisfreie) Gemeinde Hamilton, Hauptstadt von Bermuda, liegt nicht hier, sondern etwa acht Kilometer südwestlich am Großen Sund.
Im Hamilton Parish, der den verwinkelten Ostteil von Grand Bermuda einnimmt, liegen nahe der atlantischen Südküste zwei kleine Seen (Mangrove Lake und Trott’s Pond), was auf Bermuda eher eine Seltenheit ist. Ferner finden sich hier mehrere Tropfsteinhöhlen. Zum Gebiet gehören auch einige kleine Inseln im Harrington Sound.
Das Verwaltungsgebiet ist nach dem schottischen Aristokraten James Hamilton, 2. Marquess of Hamilton (1589–1625) benannt.